# (73974) 1998 BT26
1998 بي تي 26 (ويعرف أيضًا باسم (73974) 1998 بي تي 26 وفق تسمية الكوكب الصغير) (بالإنجليزية: 1998 BT26)‏ هو كويكب ضمن حزام الكويكبات؛ وترتيبه 73974 من حيث الاكتشاف.
اكتُشف هذا الجُرم الفلكي بواسطة Peter Kolény ‏ في 29 يناير 1998.

## وصلات خارجية
- (73974) 1998 BT26 في قاعدة بيانات مختبر الدفع النفاث لأجرام النظام الشمسي الصغيرة

- الاكتشاف · مخطط المدار ·  العناصر المدارية · المعلمات المادية

- (73974) 1998 BT26 على موقع ويكي سكاي: DSS2, SDSS, GALEX, IRAS, Hydrogen α, X-Ray, Astrophoto, Sky Map, Articles and images